# Carroll Timothy O’Meara
Carroll Timothy O’Meara (* 22. April 1943 in Sherman Oaks, Los Angeles; † 16. Mai 2007 in Chatsworth, Kalifornien) war ein US-amerikanischer Filmeditor.

## Leben
Nachdem Carroll Timothy O’Meara Marcia Lucas beim Filmschnitt von Alice lebt hier nicht mehr und John C. Howard bei den Filmschnitten von Der wilde wilde Westen und Unter Wasser stirbt man nicht assistierte, dauerte es keine vier Jahre, bevor er mit Tag der Entscheidung erstmals eigenverantwortlich einen Filmschnitt leiten durfte. Nachdem er 1980 zusammen mit Robert L. Wolfe für The Rose mit einer Oscar-Nominierung für den Besten Filmschnitt bedacht wurde, erhielt er 1983 einen Emmy für Die Dornenvögel.
O’Meara war Mitglied der American Cinema Editors.
O’Meara starb am 16. Mai 2007 und hinterließ sowohl einen Bruder als auch eine Tochter.

## Filmografie (Auswahl)
- 1974: Alice lebt hier nicht mehr (Alice Doesn’t Live Here Anymore) (Schnitt-Assistenz)
- 1974: Der wilde wilde Westen (Blazing Saddles) (Schnitt-Assistenz)
- 1975: Unter Wasser stirbt man nicht (The Drowning Pool) (Schnitt-Assistenz)
- 1978: Tag der Entscheidung (Big Wednesday)
- 1979: Die Rentner-Gang (Going in Style)
- 1979: The Rose
- 1982: Conan der Barbar (Conan the Barbarian)
- 1983: Die Dornenvögel (The Thorn Birds)
- 1984: Starfight (The Last Starfighter)
- 1985: Future Project – Die 4. Dimension (My Science Project)
- 1986: Freiwurf (Hoosiers)
- 1987: Die Entführung der Kari Swenson (The Abduction of Kari Swenson)
- 1988: Sonderkommando Südkorea (The Rescue)
- 1989: Das Traum-Team (The Dream Team)
- 1989: Farewell to the King
- 1990: Flashback
- 1991: Flug durch die Hölle (Flight of the Intruder)
- 1991: V.I. Warshawski – Detektiv in Seidenstrümpfen (V.I. Warshawski)
- 1993: Das Geheimnis der spanischen Rose (Point of Impact)
- 1993: Ein Cop Und Ein Halber (Cop and ½)
- 1994: The Last Outlaw
- 1995: Die Grasharfe (The Grass Harp)
- 1995: Pfundskerle
- 1996: Bad Moon
- 1998: Liebe auf den ersten Schrei (Music from Another Room)
- 1998: Papas zweiter Frühling (The Marriage Fool)
- 1999: Diamonds
- 2001: Beethoven 4 – Doppelt bellt besser (Beethoven’s 4th)
- 2001–2002: American Campus – Reif für die Uni? (Undeclared) (Fernsehserie, 7 Episoden)

## Auszeichnungen
Oscar
- 1980: Bester Schnitt – The Rose (nominiert)

Emmy
- 1983: Outstanding Film Editing for a Limited Series or a Special – Die Dornenvögel